# Drottningtorget, Malmö

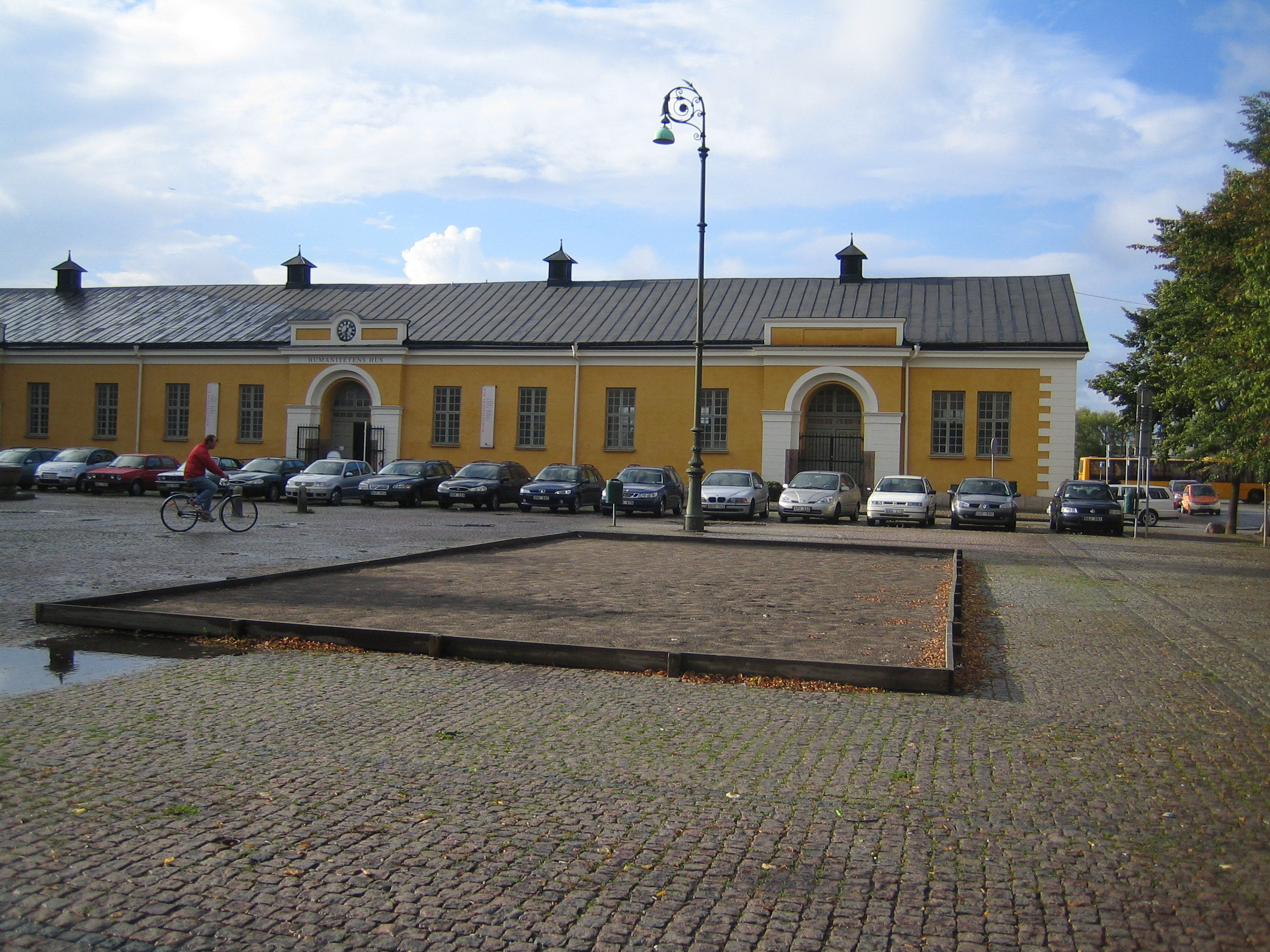
Drottningtorget med "Vagnmuseet", numera "boulebar".

Drottningtorget är ett torg i centrala Malmö. Det ligger mellan Stortorget och Värnhem. Torget tillkom på 1810-talet, när de gamla befästningsverken kring staden togs bort. Tidigare hade stadens infart från öster, Österport, legat på platsen. Torget blev uppkallat efter drottningen, Fredrika, medan Gustav Adolfs torg uppkallades efter kungen, Gustav IV Adolf. Byggnaden på torgets norra sida uppfördes 1818 som ridhus åt husarregementet (arkitekt Anders Lundberg). När husarerna flyttat till det område som nu kallas Kronprinsen år 1900 blev byggnaden Malmös första saluhall.
Öster och väster om torget finns bostadshus från 1890-talet och från sekelskiftet 1900, medan den södra sidan flankeras av ett kontorshus från 1960-talet.
Byggnaderna runt torget utgör goda exempel på jugendarkitekturen i staden. Fontänen på torget har ritats av arkitekt Alfred Arwidius, som också skapat Sjöbergska palatset vid torgets sydvästra del. Andra kända malmöarkitekter som ritat hus vid torget är Oscar Borgman som stod bakom Drottningtorget 2, Oscar Hägg som ritade Drottningtorget 4 samt Ewe & Melin som skapade Drottningtorget 1-3 (det så kallade miljonhuset eftersom det var det första bostadshuset i staden som kostade mer än en miljon kronor). 
I det gamla ridhuset, som 1900 blev saluhall och därefter, från 1965, vagnmuseum till 2005, varefter Röda korset övertog byggnaden som "Humanitetens hus" till och med 2010, finns sedan 2013 en Boulebar, med boulebanor inomhus och ute på torget. Viss torgförsäljning förekommer för föreningar och skolor och på söndagar från maj till september anordnas loppmarknad. På hösten arrangeras "Bondens egen marknad" några lördagar, med enbart närproducerat. Parkering finns på torgets norra sida.

## Galleri
|  |  |  |